# Internationale Gesellschaft für Philosophische Praxis

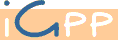
IGPP Internationale Gesellschaft für Philosophische Praxis

Die Internationale Gesellschaft für Philosophische Praxis (IGPP)  ist eine Fachgesellschaft in der Rechtsform eines eingetragenen Vereins (e.V.).

## Gründung und Aufgaben
Die Internationale Gesellschaft für Philosophische Praxis wurde 1982 von Gerd B. Achenbach unter dem Namen Gesellschaft für Philosophische Praxis gegründet. 1998 erfolgte die Umbenennung in "IGPP". Die Vereinsziele sind ausschließlich gemeinnützig. Bis 2003 hatte Gerd B. Achenbach den Vorsitz inne. Derzeitige 1. Vorsitzende ist Ute Gahlings, 2. Vorsitzende Cornelia Mooslechner-Brüll, Schatzmeister und Leiter der Geschäftsstelle ist Josef Kortmann. Die Geschäftsstelle hat ihren Sitz in Berlin. Weitere Vorstandsmitglieder sind Kerstin Jacobs, Jirko Krauss und Kai Kranner.
Die Internationale Gesellschaft für Philosophische Praxis versteht Philosophische Praxis als das gemeinsame Nachdenken über Erfahrungen der menschlichen Existenz. Die Mitglieder verbindet das Interesse an der wissenschaftlichen und praktischen Weiterentwicklung der Philosophischen Praxis. Anliegen der Fachgesellschaft ist die Verbreitung der Philosophischen Praxis durch Veranstaltungen, Publikationen und Öffentlichkeitsarbeit.
2009 wurde der Berufsverband für Philosophische Praxis "BV-PP" aus der IGPP heraus gegründet. Der Berufsverband strebt die Professionalisierung der Philosophischen Praxis als Beratungsberuf an.

## Jahrbücher und Schriftenreihe
- Gutknecht, Thomas; Himmelmann, Beatrix; Stamer, Gerhard (Hrsg.): Dialog und Freiheit (Jahrbuch der IGPP; 1), Münster 2005
- Gutknecht, Thomas; Himmelmann, Beatrix; Stamer, Gerhard (Hrsg.): Bildung und Beratung (Jahrbuch der IGPP; 2), Münster 2006
- Gutknecht, Thomas; Himmelmann, Beatrix; Polednitschek, Thomas (Hrsg.): Philosophische Praxis und Psychotherapie. Gegenseitige und gemeinsame Herausforderungen. (Jahrbuch der IGPP; 3), Münster 2008
- Gutknecht, Thomas; Polednitschek, Thomas; Stölzel, Thomas (Hrsg.) Philosophische Lehrjahre Beiträge zum kritischen Selbstverständnis Philosophischer Praxis. (Schriften der Internationalen Gesellschaft für Philosophische Praxis, Bd. 1), Münster 2009
- Gutknecht, Thomas; Bennent-Vahle, Heidemarie; Polednitschek, Thomas (Hrsg.): Lust am Logos. (Jahrbuch der IGPP; 4), Münster 2011
- Gutknecht, Thomas; Bennent-Vahle, Heidemarie; Schmalfuß-Plicht, Dietlinde (Hg.) (2014): Philosophische Praxis als Existenzmitteilung. Münster: LIT (Jahrbuch der Internationalen Gesellschaft für Philosophische Praxis, 6).
- Gutknecht, Thomas; Bennent-Vahle, Heidemarie; Schmalfuß-Plicht, Dietlinde (Hg.) (2017): Kulturen des Dialogs. Vermittlungen philosophischer Praxis. Lit-Verlag. Berlin, Münster: LIT (Jahrbuch der Internationalen Gesellschaft für Philosophische Praxis (IGPP), Band 5).
- Gutknecht, Thomas; Heidemarie Bennent-Vahle, Dietlinde Schmalfuß-Plicht (Hg.) (2018): Fürsorge und Begegnung. Jahrbuch der Internationalen Gesellschaft für Philosophische Praxis Bd. 7, 208S.
- Gutknecht, Thomas; Heidemarie Bennent-Vahle, Dietlinde Schmalfuß-Plicht (Hg.) (2020): Humor und Philosophie - eine ernste Angelegenheit? Jahrbuch der Internationalen Gesellschaft für Philosophische Praxis Bd. 8, 214S.